# Одлучивање
Одлучивање представља одабир неког смера деловања између више алтернатива. Резултат одлучивања јесте одлука.

## Одлука
Саставни и важни део вољне радње јесте одлука. Под тим се подразумева доживљај прихватања одређеног циља као сврхе акције. Битна карактеристика одлуке као психичке појаве је доживљај нас самих, као фактора од кога зависи да ли ће се одређени циљ прихватити или неће, доживљај самог себе као узрока предузимања акције.
Доношење одлуке може бити брзо и лако, као и једноставних вољних радњи, а може бити дуг и за особу која доноси одлуку неугодан посао. Тако је код многих сложених вољних радњи, када се појави више мотива од којих су неки супротни, више циљева и начина њиховог остваривања. Одлучивање у том случају постаје сложен процес.

## Процес одлучивања
Постоји неколико момената у процесу одлучивања. Они се обично јављају један за другим, па се о њима говори као о фазама одучивања. Често се разликују четири фазе. Прву фазу чини доживљај потребе и тешкоће које треба савладати, на њу се надовезује свест о ситуацији у којој је особа која доноси одлуку и утврђивање околности о којима треба водити рачуна, трећа фаза је тражење решења и јављање више могућности за решење и оцењивање њихових предности и недостатака. Четврту фазу чини прихватање једног од могућих решења и замишљање позитивних и негативних поседица прихваћеног решења.
Процес одлучивања може се илустровати доживљајима приликом доношења одлуке о наставку школовања по завршетку осмогодишње школе. Ученици су свесни да треба изабрати школу у коју ће се уписати. Они размишљају о чему све треба при избору школе водити рачуна, о дотадашњем успеху, властитим способностима, склоностима и жељама, перспективама за будућност и др. У трећој фази размишљају о школама које долазе у обзир и вредности уписа у сваку од њих. У завршној се прави коначан избор и размишља о његовој оправданости.
Процес одучивања може бити тежак, дуг и неугодан, испуњен двоумљењима и колебањем. Зато особа покушава да се ослободи тешкоћа доношења одлуке њеним одлагањем, избором неког решења насумице, усвајањем нечије сугестије или подржавањем туђег решења. Процес одучивања у таквом случају је сложен и у њему су ангажоване све психичке функције. Иако важну улогу имају когнитивни процеси замишљања и закључивања, он није искључиво логичан и потпуно рационалан процес. Важни су и жеље, очекивања, предубеђења и предрасуде. Доношење одлуке изазива олакшање због ослобођења од тензије. Али често се јавља и осећање несигурности и страховања да ли је донета одлука исправна.